# Amietophrynus kerinyagae
Amietophrynus kerinyagae là một loài cóc thuộc họ Bufonidae.
Loài này có ở Ethiopia, Kenya, Tanzania, và Uganda.
Môi trường sống tự nhiên của chúng là vùng núi ẩm nhiệt đới hoặc cận nhiệt đới, vùng cây bụi nhiệt đới hoặc cận nhiệt đới vùng đất cao, đồng cỏ nhiệt đới hoặc cận nhiệt đới vùng đất cao, đầm nước ngọt, đầm nước ngọt có nước theo mùa, rừng trước đây suy thoái nghiêm trọng, và đất nông nghiệp có lụt theo mùa.
Chúng hiện đang bị đe dọa vì mất nơi sống.